# Sextus Pompeius Sabinus
Sextus Pompeius Sabinus (vollständige Namensform Sextus Pompeius Spuri filius Pollia Sabinus) war ein im 1. Jahrhundert n. Chr. lebender Angehöriger des römischen Ritterstandes (Eques).
Durch eine Inschrift sind zwei Stationen seiner Laufbahn bekannt, die er vermutlich im letzten Drittel des 1. Jahrhunderts absolvierte. Das einzige militärische Kommando des Sabinus war das eines Präfekten der Ala Tauriana. Danach wurde er Statthalter (Procurator Augusti) der Provinz Epirus; dieser Posten war mit einem Jahreseinkommen von 100.000 Sesterzen verbunden. Clemens war vermutlich in der Tribus Pollia eingeschrieben.